# Dollaro della Nuova Scozia
Il dollaro (dollar) fu la valuta della Nuova Scozia tra il 1860 ed il 1871. Sostituì la Nova Scotian pound con un tasso di cambio di 5 dollari = 1 pound (1 dollaro = 4 shilling) e quindi valeva meno del dollaro canadese (che valeva 4s 1.3d). Il dollaro della Nova Scozia fu sostituito dal dollaro canadese con un tasso di 0,73 dollaro canadese = 0,75 dollaro della Nova Scozia, mantenendo così la  differenza tra le due valute del fissata nel 1860.

## Monete
Tra il 1861 e il 1864, furono battute monete da ½ e 1 in bronzo. Queste sono state le uniche monete emesse per questa valuta.

## Banconote
Tra il 1861 e il 1866, il Provincial Government emise banconote del tesoro da  5 dollari. Inoltre tre banche canadesi emisero carta moneta  in Nova Scotia, la Bank of Nova Scotia, la Halifax Banking Company e la Merchants Bank of Halifax. Le tre banche private emisero tutte banconote dello stesso valore, 20 dollari. In seguito le stesse emisero banconote in dollari canadesi.
La Provincia del Canada emise banconote datate 1866 con la sovrastampa "Payable in Halifax / only". Queste furono emesse per circolare solo in Nova Scotia come valuta locale. Furono emessi biglietti da 5 dollari, che valevano 4,86$ in valuta canadese.